# Janis Anastasiu
Janis Anastasiu (gr. Γιάννης Αναστασίου) (ur. 5 marca 1973 w Arcie) – grecki piłkarz występujący na pozycji napastnika. Trener piłkarski.

## Kariera klubowa
Anastasiu rozpoczynał karierę w 1990 roku w trzecioligowym zespole PAS Preveza. W 1991 roku przeszedł do pierwszoligowego Ethnikosu Pireus. W 1992 roku spadł z klubem do drugiej ligi, ale w 1994 roku wywalczył z nim awans do pierwszej. Tam w barwach Ethnikosu występował przez dwa lata. W 1996 roku odszedł do innego pierwszoligowego zespołu, OFI 1925. Tam z kolei grał przez 2,5 roku.
Na początku 1999 roku Anastasiu podpisał kontrakt z belgijskim Anderlechtem. W 2000 roku z nim zdobył mistrzostwo Belgii. W tym samym roku odszedł do holenderskiej Rody Kerkrade. W Eredivisie zadebiutował 18 sierpnia 2000 w zremisowanym 2:2 meczu ze Spartą Rotterdam. Przez 3,5 roku w barwach Rody rozegrał 114 spotkań i zdobył 48 bramek.
W styczniu 2004 roku Anastasiu został graczem Ajaksu i w tym samym roku wywalczył z nim mistrzostwo Holandii. W 2005 roku wraz z Ajaksem wygrał natomiast Superpuchar Holandii, a w 2006 roku Puchar Holandii. Po tym sukcesie odszedł do Sparty Rotterdam, gdzie spędził rok. Potem występował jeszcze w drugoligowym Almere City FC, gdzie w 2008 roku zakończył karierę.

## Kariera reprezentacyjna
W reprezentacji Grecji Anastasiu zadebiutował 18 lutego 1998 w zremisowanym 1:1 towarzyskim meczu z Rosją. W latach 1998–1999 w drużynie narodowej rozegrał łącznie pięć spotkań.

## Kariera trenerska
Po zakończeniu kariery Anastasiu pracował jako asystent w zespołach Panathinaikos AO, Jong Ajax oraz Reading. W maju 2013 został samodzielnym trenerem Panathinaikosu. W lidze greckiej zadebiutował 18 sierpnia 2013 w wygranym 2:0 meczu z Panetolikosem. W 2014 roku zdobył z zespołem Puchar Grecji. W lutym 2015 został uznany Trenerem Roku 2014 Ligi Greckiej. W listopadzie 2015 Anastasiu przestał być szkoleniowcem Panathinaikosu. W 2016 został trenerem holenderskiego klubu Roda JC Kerkrade.

## Źródła
- Giannis Anastasiou, [w:] baza Transfermarkt (trenerzy) [dostęp 2024-12-30].
- Profil na eu-football.info (ang.)
- Janis Anastasiu w bazie National Football Teams (ang.)